# Потанин, Николай Васильевич
Никола́й Васи́льевич Пота́нин (2 декабря 1870, Омск — ?) — русский военачальник, полковник, офицер 182-го пехотного Гроховского полка.

## Биография
Родился 2 декабря 1870 года, уроженец Акмолинской области. Происходит из мещан города Омска. Православного вероисповедания. Общее образование получил в Омской классической гимназии, окончил 6 классов. Военное образование получил в Казанском пехотном юнкерском училище, окончил курс училища по 2-му разряду.
Женат на Наталье Диомидовне Груздевой, дочери рыбинского купца. Имел пятерых детей, трое мальчиков и две девочки. Владимир родился 1-го января 1900 года, Ольга 18 июня 1901 года, Татьяна 8 января 1903 года, Николай 16 мая 1905 года и Борис 14 июля 1907 года.
В службу вступил 1-го марта 1890 года рядовым, на правах вольноопределяющегося 1-го разряда, в Омский резервный батальон. 18-го августа 1890 года командирован в Казанское пехотное юнкерское училище, 7-го сентября зачислен юнкером.
7-го марта 1891 года перечислен на казённое содержание, с переводом в Томский резервный батальон. 30-го марта произведён в младшие унтер-офицеры.
2-го августа 1892 года окончил курс наук в Казанском пехотном юнкерском училище по 2-му разряду. Переименован в подпрапорщики с переводом в 137-й Нежинский полк на казённое содержание. 7-го августа зачислен в списки полка.
Высочайшим приказом от 24 мая 1893 года произведён в подпоручики и переведён в Осташковский резервный батальон (с 26 мая 1899 года 248-й Осташковский резервный батальон). 12-го июня прибыл в батальон.
15-го июня 1897 года произведён в поручики со старшинством 24 мая 1897 года.
15-го июня 1901 года произведён в штабс-капитаны со старшинством 24 мая 1901 года.
28-го июня 1904 года назначен исполняющим должность делопроизводителя по хозяйственной части батальона. По Высочайшему повелению от 10 октября 1904 года о 6-й частной мобилизации, 248-й Осташковский резервный батальон развёрнут в 248-й Осташковский полк. В связи с этим 11 октября назначен исполняющим должность делопроизводителя по хозяйственной части полка.
23 марта 1905 года назначен членом в комитет по заведованию офицерским заёмным капиталом. 24 марта назначен командующим нестроевой ротой. 30 июля 1905 года Высочайшим приказом Всемилостивейшее награждён орденом Святого Станислава 3-й степени.
Согласно приказу по Виленскому военному округу от 8-го декабря 1905 года, 10 января 1906 года 248 Осташковский полк свёрнут в 2-х батальонный пехотный полк. 10-го же числа должность переименована на заведующего нестроевой командой. 22 мая сдал заведование нестроевой командой. Согласно распоряжению штаба Виленского военного округа от 15-го июня 1906 года за № 10739, 10 июля 248 Осташковский пехотный резервный полк свёрнут в 5-ротный резервный батальон. Назначен заведующим нестроевой командой.
7-го июля 1910 года 248-й Осташковский резервный батальон вошёл в состав 182-го пехотного Гроховского полка. Высочайшим приказом от 6-го декабря 1910 года пожалован орденом Св. Анны 3 степени.
С 1-го марта 1912 года командующий 13-й ротой на законном основании. 15-го апреля произведён в капитаны, со старшинством с 24 мая 1905 года. 26-го августа пожалована светло-бронзовая медаль в память 100-летнего юбилея Отечественной войны на Владимирской ленте.

### Первая мировая война
В 1914-м году награждён Орденом Святого Равноапостольного Князя Владимира 4-й степени с мечами и бантом.
В 1915-м году награждён: Орден Святой Анны 4-й степени с надписью за храбрость. Орден Святого Станислава 2-й степени с мечами и бантом. Высочайшим приказом от 15-го февраля 1915 года за отличия в делах против неприятеля произведён в подполковники, со старшинством с 21 октября 1914 года. Высочайшим приказом от 20 апреля 1915 года за отличия в делах против неприятеля пожалован Орден Святой Анны 2-й степени с мечами. Георгиевское Оружие — Высочайший Приказ от 01 июня 1915 года. Выписка из Высочайшего Приказа о награждении подполковника 182-го Гроховского полка Потанина Николая Васильевича Георгиевским оружием: "За то, что, командуя батальоном, в ночь на 12-е Ноября 1914 года, атаковал укреплённую позицию противника у д. Гурка-Стонгневская; будучи оторван со своим батальоном от соседних частей, под сильным ружейным и пулемётным огнём восстановил связь с соседними частями, после чего с остальными батальонами довершил овладение д. Гурка-Стонгневская." Выписка из приказа по полку № 201 от 20 июля 1915 г.: "11 ноября 1914 г. - лихой ночной удар под Гуркой-Стонгневской, когда взято в плен 16 офицеров, 832 нижних чина и 8 пулемётов."
С 11 июня 1915 года командир 4-го батальона. С 21-го июля временно командующий полком, на основании приказа № 201 по 182-му пехотному Гроховскому полку. Командовал по 25 октября 1915 года, согласна приказу по 46-й пехотной дивизии от 25 октября за № 207 и приказа № 298 по полку, обратился к исполнению своих прямых обязанностей. Назначен командиром 4-го батальона. Постановлением общего собрания офицеров полка от 26 декабря 1915 года, избран в состав суда чести, проголосовало 30 офицеров из 35.
Высочайшим приказом, состоявшимся 28-го ноября 1916 года, утверждено пожалование командующего армией Мечей и банта к ордену Святой Анны 3-й степени.
Приказом Армии и Флоту о военных чинах сухопутного ведомства от 22-го апреля 1917 года, за отличия в делах против неприятеля произведён в полковники, со старшинством с 25-го июля 1915 года.

### Судьба семьи
Жена Николая Васильевича, Наталья Диомидовна, и их дочь Ольга скончались во время блокады Ленинграда в 1942 году. Ольга в январе, а Наталья Диомидовна в феврале, похоронены на Смоленском кладбище. Проживали на набережной Лейтенанта Шмидта.

## Награды
- Орден Святой Анны 4-й степени (1915);
- Орден Святой Анны 3-й степени с мечами и бантом (06.12.1910, 28.11.1916);
- Орден Святой Анны 2-й степени с мечами (20.04.1915);
- Орден Святого Станислава 3-й степени (30.07.1905);
- Орден Святого Станислава 2-й степени с мечами и бантом (1915);
- Орден Святого Владимира 4-й степени с мечами и бантом (1914);
- Георгиевское оружие (01-го июня 1915 года: «За то, что, командуя батальоном, в ночь на 12-е Ноября 1914 года, атаковал укреплённую позицию противника у д. Гурка-Стонгневская; будучи оторван со своим батальоном от соседних частей, под сильным ружейным и пулемётным огнём восстановил связь с соседними частями, после чего с остальными батальонами довершил овладение д. Гурка-Стонгневская.»)